# 大津浪記念碑
大津浪記念碑（おおつなみきねんひ）とは、大津波の被害を受けた地域の住民が、子孫への警告として設置した記念碑。同様のものは日本各地にあり、津波常襲地帯である三陸海岸で海と接する岩手県内だけで200基を超えるが、本項は有名な岩手県宮古市重茂（おもえ）姉吉（あねよし）地区の石碑について述べる。他の記念碑については「災害記念碑」参照。

## 岩手県宮古市重茂姉吉地区の石碑

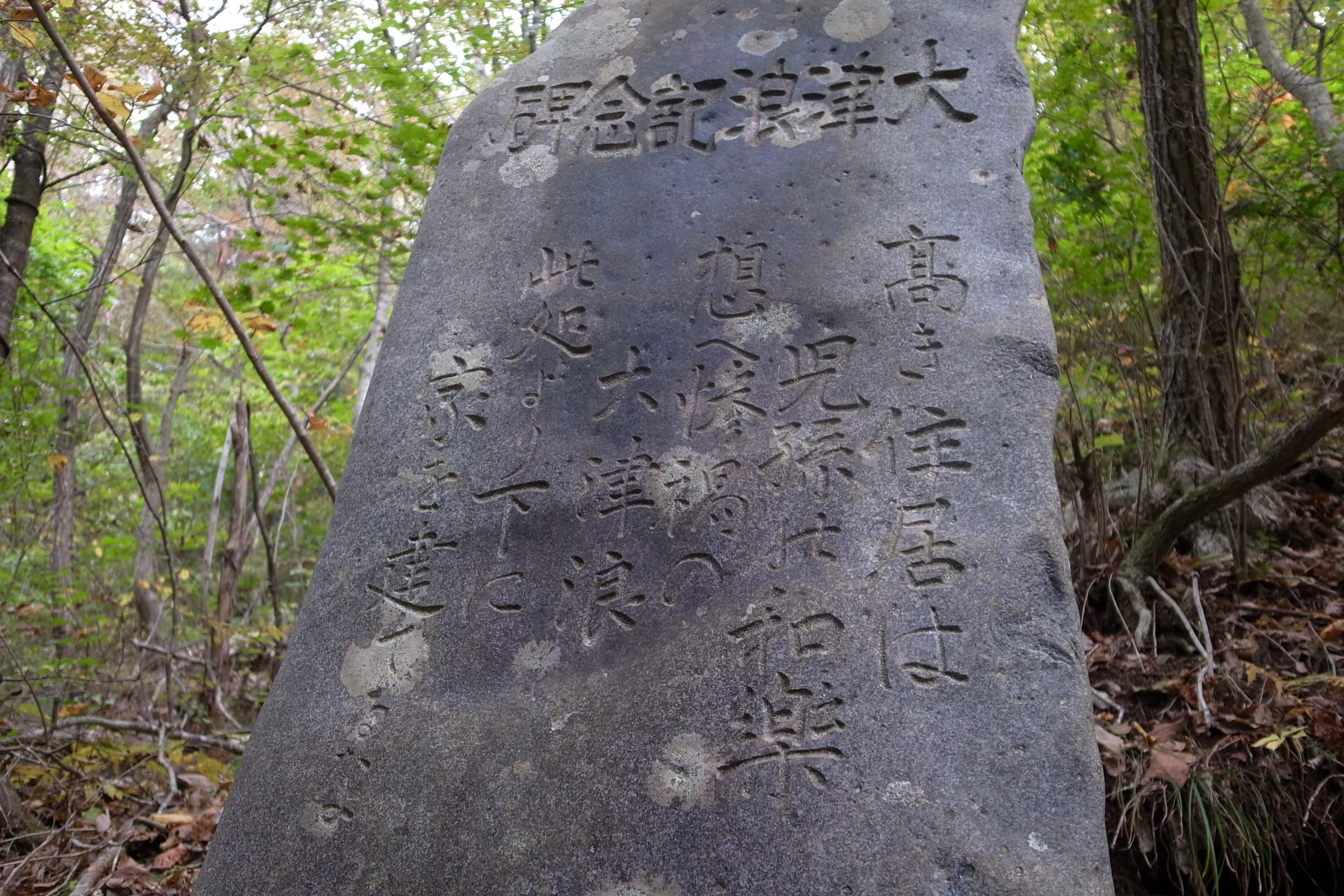
姉吉集落にある昭和8年大津波記念碑

- ウィキソースには、大津浪記念碑の原文があります。

1933年（昭和8年）の昭和三陸地震による津波の後で、岩手県宮古市重茂姉吉地区に建てられた。重茂半島の魹ヶ崎の南西約2 kmの所にある姉吉漁港から、急坂を800 m程上がった海抜約60 mの山腹にある。大きさは高130 cm、幅60 cm、厚33 cm。石碑のある場所からは山と樹木で海は見えない。
碑文は「明治29年の津波で、村の生存者はわずか2人、昭和8年の津波では、4人だけだった」と過去の大津波で村民がほとんど全滅した悲惨な状況を伝えたうえで「大津波の悲劇を記憶し、何年たっても用心せよ」と戒め「津波は、ここまで来る。ここから下には、家を作ってはならない」と警告する。
碑文の判読可能な部分は次のとおりです。
- 表

- 裏

## 東日本大震災後
2011年（平成23年）3月11日に発生した東北地方太平洋沖地震（東日本大震災）による津波は、姉吉漁港がある入り江から集落へ続く川や道沿いに陸側奥深くまで流れ込み、大津浪記念碑の約50 m手前にまで迫ったが、石碑の警告どおり上にあった集落までには至らず、建物被害はなかった。また、地震発生時に海岸近くにいた住民も、すぐに自宅に戻って難を逃れた。この事実が報道によって広まり、津波記念碑が改めて注目されるきっかけとなった。
震災後の2012年7月、大津浪記念碑の手前50 mに「津波到達地点」と刻まれた碑が新たに建てられた。
2014年、岩手県盛岡市の団体職員らにより大津浪記念碑の拓本がとられ、ポストカードやTシャツに印刷されるなどして、津波の危険性を警告する題材として海外を含めて話題となっている。さらに石碑を角度を変えながら何枚も撮影して、画像処理ソフトで分析するデジタル拓本もとられている。

## 警告の風化
このような過去の津波に遭遇した先人たちの警告は、時間の経過と共に徐々に忘れ去られ、石碑よりも海側、やがて海岸近くにも家が建てられるようになっていった。こうした状況下で東日本大震災による津波が発生し、再び多数の人命が失われたのである。また姉吉地区の話ではないが、地区によっては「土地を手放したい地主」「一部悪質不動産業者」などが石碑をうとましく(石碑のせいで土地が高く売れず風評被害だと)思い、勝手に海側へ移築してしまった例もあるという。これでは正しい情報は、伝わりにくいといえる。
失敗学を提唱する畑村洋太郎は、「失敗は人に伝わりにくい」「失敗は伝達されていく中で減衰していく」という、失敗情報の持つ性質を見出している。